# Rivière Bighorn
Cet article possède un paronyme, voir Big Horn (homonymie).
La Bighorn (en anglais : Bighorn River ; en cheyenne : Máˀxe-kȯsaae-óˀheˀe) est une rivière américaine, affluent de la rivière Yellowstone dans les États du Montana et du Wyoming.

## Étymologie
Bighorn est le nom anglais pour désigner le mouflon canadien. La rivière a été ainsi nommée par le marchand de fourrures François Antoine Larocque en 1805 alors qu'il explorait la rivière Yellowstone (qu'il nomme Aux Roches Jaunes), et qu'il aurait vu ce qu'il nomme un « bélier ».

## Géographie
Les portions supérieures de la rivière, au sud des monts Owl Creek dans le Wyoming, portent le nom de rivière Wind (Wind River). Les deux rivières portent parfois le nom double de Wind/Bighorn. La rivière ne prend le nom de Bighorn que dans la partie septentrionale du Wind River Canyon, près de la ville de Thermopolis. Elle se dirige à travers le Bassin de la Bighorn dans le centre nord du Wyoming, traversant Thermopolis et Hot Springs State Park (en). À la frontière avec le Montana, la rivière tourne vers le nord-est, et passe à l'extrémité nord des Bighorns, dans la réserve indienne des Crows, là où le barrage Yellowtail forme le réservoir d'eau du lac Bighorn. Le réservoir et la gorge environnante font partie de l'aire nationale de loisirs du Bighorn Canyon. La rivière rejoint ensuite la Little Bighorn près de la ville de Hardin, avant de se jeter dans la rivière Yellowstone à 80 kilomètres en aval.
Plusieurs barrages sont construits sur la rivière Bighorn, dont le barrage Yellowtail.

### Principaux affluents
- Little Bighorn